# Gardenia racemulosa
Gardenia racemulosa är en måreväxtart som beskrevs av Pieter Willem Korthals. Gardenia racemulosa ingår i släktet Gardenia och familjen måreväxter. Inga underarter finns listade i Catalogue of Life.